# Daniela Thomas
Daniela Thomas, nascida Daniela Gontijo Alves Pinto (Rio de Janeiro, 1 de maio de 1959), é uma cineasta, diretora teatral, dramaturga, iluminadora, cenógrafa e figurinista brasileira.

## Biografia
Filha do cartunista Ziraldo e irmã do compositor Antonio Pinto, nomeado ao Globo de Ouro, seu primeiro trabalho teatral foi a cenografia para All Strange Away de Samuel Beckett no Teatro La MaMa, Nova York, em 1983. No Brasil desde 1985, Daniela foi responsável por várias cenografias do teatro nacional e destacou-se também escrevendo para o teatro e cinema.
Em 1994 co-dirigiu com Walter Salles o filme Terra Estrangeira. Em 2007, novamente com Walter Salles, dirigiu o filme Linha de Passe, que conquistou o prêmio de melhor atriz no Festival de Cannes para Sandra Corveloni.
Em 2016, dirigiu junto com Fernando Meirelles e Andrucha Waddington a Cerimônia de Abertura dos Jogos Olímpicos de Verão, no Rio de Janeiro.

## Carreira

### Cinema
Como diretora
| Ano  | Título                                                        |
| ---- | ------------------------------------------------------------- |
| 1996 | Terra Estrangeira                                             |
| 1998 | O Primeiro Dia                                                |
| 1998 | Somos Todos Filhos da Terra                                   |
| 2002 | Armas e Paz                                                   |
| 2002 | Castanha e caju contra o encouraçado Titanic (curta-metragem) |
| 2006 | Paris, je t'aime (segmento "Loin du 16ème")                   |
| 2007 | Linha de Passe                                                |
| 2009 | Insolação                                                     |
| 2017 | Vazante                                                       |
| 2018 | O Banquete                                                    |

Como roteirista
| Ano  | Título                                      |
| ---- | ------------------------------------------- |
| 1996 | Terra Estrangeira                           |
| 1998 | Menino Maluquinho 2: A Aventura             |
| 1998 | O Primeiro Dia                              |
| 2001 | Abril Despedaçado (diálogos adicionais)     |
| 2006 | Paris, je t'aime (segmento "Loin du 16ème") |
| 2007 | Linha de Passe                              |
| 2017 | Vazante                                     |
| 2018 | O Banquete                                  |

### Prêmios
- Grande Prêmio Cinema Brasil de melhor direção, por O Primeiro Dia (1998).
- Prêmio Ariel de Prata de melhor filme latino-americano, no México Academy Awards, por O Primeiro Dia (1998).
- Indicação ao Grande Prêmio Cinema Brasil de Melhor Lançamento de Cinema, por O Primeiro Dia (1998).
- Prêmio Rosa Camuna de Ouro, no Encontro de Filmes de Bérgamo, por Terra Estrangeira (1995).
- Indicação à Palma de Ouro (melhor filme) no Festival de Cannes (2008)
- Prêmio Carlos Gomes 2009 - melhor cenário pela ópera O Castelo do Barba-Azul

## Vida pessoal
Foi casada com o diretor de teatro Gerald Thomas.